# Брага, Франсиско
Антониу Франсиcку Брага (порт. Antônio Francisco Braga; 15 апреля 1868 года — 14 марта 1945 года) — бразильский композитор.

## Биография
Антониу Франсиску Брага родился в Рио-де-Жанейро. Учился у Луиса Антониу де Моура по классу кларнета и у Карлос де Мескита гармонии и контрапункту. В 1886 году основал Sociedade de Concertos Populares. После провозглашения Бразильской республики в 1889 году участвовал в конкурсе национальных гимнов с композицией Hino à bandeira. Был одним из четырёх финалистов, но не победил, а в качестве поощрения получил стипендию для стажировки в Европе. Начиная с 1890 года учился в Парижской консерватории у Жюля Массне. После этого некоторое время провел в Германии и Италии.
В 1900 году вернулся в Бразилию. Под впечатление от сочинений Рихарда Вагнера решил создать монументальное произведение, взяв за основу роман Бернардо Гимарайнша. Получившаяся одноактная опера Jupira была поставлена в Театро Лирико в 1900 году. Брага преподавал в Национальном институте музыки. В 1912 году стал одним из основателем Sociedade de Concertos Sinfonicos и до 1933 года дирижировал оркестром этого общества. Одним из его учеников был бразильский пианист и композитор Касильда Боржес Барбоза.
Антониу Франсиску Брага создал три оперы, несколько произведений для оркестра и камерных ансамблей, сочинял фортепианные пьесы и песни. 
Для музыки Браги характерно высокое качество материала и лёгкость техники — стиль, обретённый во время обучения во Франции. За множество созданных маршей и гимнов он получил прозвище Chico dos Hinos.
Умер в Рио-де-Жанейро в возрасте 76 лет.

## Сочинения
- Missa de S. Francisco Xavier (s.d.)
- Missa de S. Sebastião (s.d.)
- Te Deum (s.d.)
- Stabat Mater (s.d.)
- Trezena de S. Francisco de Paula (s.d.)
- A Paz, poem with chorus (s.d.)
- Oração pela Pátria, poem with chorus (s.d.)
- Trio, para piano, violin e cello (s.d.)
- Dois Quintetos (s.d.)
- Quarteto for wildwood and brasses (s.d.)
- Virgens Mortas, song with lyrics by Olavo Bilac (s.d.)
- Trovador do Sertão, for sing and band (s.d.)
- Hino à juventude brasileira (s.d.)
- Hino à Paz (s.d.)
- Paysage (1895)
- Cauchemar (1896)
- Brasil, marcha (1898)
- Marabá, symphonic poem, first work intended to Brazil (1898)
- Episódio Sinfônico (1898)
- Jupira, opera (1898)
- A Pastoral, lyric episode (1903)
- Hino à Bandeira Nacional (1905)
- Canto de Outono, for arch orchestra (1908)
- O Contratador de Diamantes, incidental music (1908)
- Insônia, symphonic poem (1908)
- Anita Garibaldi, opera (1912-1922)
- Many military marches, like Barão do Rio Branco, Satanás and Dragões da Independência